# 三友似美花介
三友似美花介（学名：Paracytheridea sanyui）为似美花介科似美花介屬下的一个种。